# 류자광
류자광(柳子光, 1439년 ~ 1512년 6월)은 조선의 초기의 문신이자 무관이다.
본관은 영광(靈光), 자(字)는 우후(于後). 경주부윤을 지낸 류규(柳規)의 얼자로 1439년(세종 21년) 전라도 남원부에서 태어나고 자랐다. 서얼 신분으로 과거를 보지 못하고 갑사가 되어 경복궁 건춘문을 지키는 일을 하다가, 1467년(세조 13년) 이시애의 난이 일어나자 토벌 방책을 상소하여 세조에게 발탁, 왕을 호위하는 겸사복이 되었다. 이시애의 난 토벌에 자원하여 종군했고, 그 공을 인정받아 병조정랑(정5품)에 올랐다.
1468년 세조의 온양 행차 때 치른 온양별시(溫陽別試) 문과에서 세조가 직접 장원으로 뽑아 급제했고, 이어 병조참지(정3품)에 임명되었다. 29세에 불과한 서얼 출신의 일개 갑사가 단 8개월만에 정3품 당상관에 오르자 대간 등의 반발이 빗발쳤지만, 류자광의 능력을 높이 산 세조의 비호로 임명이 관철되었다.
같은 해, 예종 즉위 후, 평소 시기하던 남이를 역모죄로 무고하여 사형에 이르게 했고, 이 일로 익대공신 1등에 책록되고 무령군에 봉해졌다. 성종에게도 총애를 받아 숭정대부에 올랐고, 도총관, 행지중추부사, 한성부판윤, 장악원제조, 황해도체찰사, 의정부 좌찬성 등을 역임했으며, 사신으로 두 차례 명에 다녀오기도 했다. 연산군 대에도 겸도총부도총관, 숭록대부 무령군에 제수되며 권세를 누렸다.
자신을 무시하던 김종직에게 앙심을 품고 있다가, 1498년(연산군 4년) 성종실록 편찬 과정에서 김종직의 〈조의제문〉이 세조를 비난한 것이라는 상소를 올려 무오사화를 촉발했다. 1506년 박원종의 권유로 중종반정에 가담하여, 연산군을 폐위하고 중종을 추대했고, 이 일로 정국공신 1등에 무령부원군에 봉해졌다.
대간과 사헌부, 홍문관의 지속적인 탄핵을 받다가 1507년(중종 2년)에 훈작 삭탈과 함께 유배되었고, 1512년 6월 경상도 유배지에서 74세 나이로 병사했다.

## 생애

### 생애 초기

#### 출생과 유년기
1439년(세종 21년) 전라도 남원부에서 경주부윤과 호조참의 등을 지낸 무신 류규(柳規)의 얼자로 태어났다. 조부는 대언(代言, 정3품)을 지낸 류두명(柳斗明)이며, 류규의 적자 오성군 류자환(柳子煥)과 류자석이 이복형이다. (류자환의 본명은 류자황인데 예종과 이름이 겹치자 피휘(避諱)하여 자환으로 개명했다.)
어려서 독서를 좋아하였고 기억력이 뛰어났으나 얼자라는 이유로 멸시 대상이 되었다. 그의 고모들 중 한 명은 경상남도 함양군으로 시집갔고 다른 고모는 전라북도 정읍군 웅동으로 시집갔다. 그는 남원과 고모 집이 있는 정읍군 옹동면 산성리를 왕래하며 다독하였으며, 정읍에 있을 때 조카인 권이(權怡)를 비롯해 동리 아이들을 가르치기도 했다.

#### 군사 활동
류자광은 고모부가 향약집성방 편찬 참여에 감화(感化)해 대학자가 되기로 결심하였으나 류자광은 얼자였고 태종 때 서얼의 과거 급제와 관직을 법으로 금지하여 문인이 되기를 포기하고 무인의 길을 택한다. 이후 정병으로 자원하여 갑사(甲士)가 되었다.
갑사로 복무 중 건춘문을 지키는 갑사로 배정되었다가 1467년(세조 12년) 6월 이시애의 난을 토벌할 방략(方略)을 왕에게 건의하였다. 류자광의 건의가 세조의 마음에 들어 크게 포장(褒奬)을 더하고 명하여 겸사복(兼司僕)으로 승진했다. 곧 세조가 다시 백관을 불러 이시애를 잡을 방략을 묻자, 류자광의 초안이 세조의 눈에 띄어 왕이 내리는 어사주를 받고 노고를 치하(致賀)받았다. 그해 류자광은 이시애의 난에 자진하여 출전했다. 이때 건주위의 여진족과 싸우다가 귀를 부상(負傷)하기도 했다.
난이 끝나자 류자광은 서얼로서 벼슬길을 허통(許通)받게 되었다. 바로 선략장군(宣略將軍) 부호군(副護君)을 거쳐 변방의 야인을 토벌하려고 출정하였다.

#### 변방 근무와 관직 진출
1467년 겸사복(兼司僕)으로 있을 때 호산도정 이현(湖山都正 李鉉), 수성도정 이창(壽城都正 李昌), 운수부수 이효성(雲水副守 李孝誠), 겸사복(兼司僕) 진무(鎭撫) 김맹(金孟)·선전관 최연명(崔延命) 등과 함께 《병요(兵要)》를 강(講)하였고 왕명으로 최연경과 함께 자급을 올려 3품으로 승진했다. 그해 9월 정평(定平)에 있다가 장차 평안도(平安道)의 야인을 토벌하기 전에 수령의 자질과 군대의 훈련 방법을 주제로 한 상소를 올렸다.
신(臣)이 류규(柳規)의 얼자(孼子)로서 만 번 죽을 것을 무릅쓰고 지난 6월 24일에 반적(反賊) 이시애의 일을 상서(上書)하였더니 전하께서 죄를 주시지 아니하시고 특별히 탁용(擢用)을 더하여 하루아침에 4품(品)에 이를 수가 있었습니다. 그 전하의 비상한 은혜는 전사(前史)에 구하여 보더라도 이러한 일은 있지 아니합니다. 이리하여 이달 초4일에 적과 거산현(居山峴)에서 싸웠는데 귀성군 이준(龜城君 李浚)이 신에게 군사 50여 명을 주어서 선봉(先鋒)으로 삼아 적(敵)을 파(破)하게 하였습니다. 장차 신이 친히 시석(矢石)을 무릅쓰고 조금이라도 본의를 펴려고 하였는데 마침 그때 날이 이미 저물어 능히 뜻을 다하여 끝까지 쫓지 못하고 개연(慨然)히 기(旗)를 세우고 돌을 던지면서 스스로 맹서(盟誓)하기를, ‘사람이 천지(天地) 간에 나서 남아(男兒)로 태어나고 또 미천한 몸으로 다행히 전하의 지극한 지우(知遇)를 입었으니 만약에 몸이 변방(邊方)에서 죽어서 말가죽으로 시체를 싸서 고향에 돌아가서 묻히지 않는다면 장부(丈夫)가 아니다.’고 하였습니다. 이제 엎드려 듣건대, 겸사복(兼司僕) 박의생(朴義生)이 가지고 온 유서(諭書)에 신의 이름을 열록(列錄)하고 강순(康純)을 따라 평안도로 가서 부방(赴防)하라고 명하셨다니 신이 칼에 손을 얹고 적을 크게 호령하려는 마음을 이길 수가 없으며, 국가를 위하여 죽은 다음에야 그치기를 원합니다. 신이 지금 함길도(咸吉道)에 있으면서 백성의 정위(情僞)를 자세히 살피고 반복하여 적인(賊人)의 반란한 상황을 구하였는데 지금 신이 평안도로 바로 향하므로, 감히 종이 한 장으로써 상소(上疏)하여 멀리서 성총(聖聰)을 더럽히니 엎드려 바라건대, 유납(留納)하여 주소서. 신이 그윽이 의심하건대, 이시애가 일개 초적(草賊)으로서 비록 능히 길주(吉州)의 수령 한 사람을 죽일 수 있었다고 할지라도, 기타 수십 고을의 백성이 다투어 장리(長吏)를 죽이고서도, 오히려 이시애를 따라서 반란하지 않은 것은 무엇이겠습니까? 신이 보건대, 함길도 한 도(道)는 산천이 험하여 막히고 도리(道里)가 멀어서 조정(朝廷)의 풍화(風化)가 또한 혹 미치지 못하는 수가 있습니다. 그 민속(民俗)도 또 매우 어리석고 미혹하고 본도(本道)의 경계가 야인(野人)과 연접하여 있는데 현부(賢否)를 가리지 아니하고 모두 무사(武士)로써 수령(守令)을 삼으니 백성이 하루아침에 이시애를 따라서 적도(賊徒)가 되었던 것도 심히 괴이(怪異)하지 않습니다. 이것은 국가에서 사람을 등용하여 백성을 다스리는 도리(道理)가 지극하지 못한 것입니다. 근년에 수령(守令)이 모두 무사(武士)로서 비록 말을 달리고 칼을 써서 적을 죽이고 오랑캐를 죽이는 일을 일삼는 데는 능하여도, 어찌 대저 백성에게 예의를 가르치고 백성에게 어짐과 믿음을 닦게 하고 백성을 자식처럼 사랑하여 효제(孝悌)로써 윗사람을 가까이 하고 윗사람을 위하여 죽는 도리를 가르칠 줄 알겠습니까? 한 번 뜻에 불쾌한 일이 있으면 문득 형륙(刑戮)을 더하여 그들을 보기를 흙이나 돌같이 하니 백성이 수령(守令)을 보는 것도 원수와 같이 합니다. 이리하여 일개 적이 호령(號令)을 도둑질하므로, 수십 고을의 백성이 메아리처럼 응하여 평일(平日)의 원망을 펴려고 하니 어찌 정말 한결같이 적에게 잘못 유혹당하여 국가와 대적하는 자들이겠습니까? 이것은 적이 백성의 원망에 따라서 도적의 계책을 행하여 조석(朝夕) 간에 구차스럽게 활동하는 까닭입니다. 원컨대 지금 시작하여 수령(守令)을 제수할 때는 만약 주부(州府)이면 궁검(弓劍)을 무어(撫御)하는 자를 택하여 목사(牧使)로 삼고 문과 급제(文科及第) 출신을 판관(判官)으로 삼으며, 만약 군현(郡縣)의 일원(一員)이면, 모름지기 자질이 문무(文武)를 겸비한 자를 얻어서 제수하되, 판관이 되는 자는 예의(禮義)와 효제의 도리를 가르치고 목사(牧使)가 되는 자는 궁검(弓劍)과 전투(戰鬪)의 기술을 가르치고 관리가 백성을 자식처럼 사랑하고 백성이 관리를 부모처럼 본다면, 변경(邊警)을 방어하는 계책(計策)을 얻을 것입니다. 성조(盛朝)에서 군사를 훈련하여 군사를 기른 것이 지금까지 12년이고 기계(器械)가 정련(精鍊)하고 사졸이 용감합니다. 신이 거산(居山)의 싸움에서 그 장대한 기운이 스스로 배(倍)나 되고 충의(忠義)가 분연(奮然)한 것을 보았는데 비록 옛날에 훌륭한 장수와 정련한 병졸도 이보다 더함이 없었을 것입니다. 다만 총통군(銃筒軍)은 한때 시정(市井)의 무뢰(無賴)한 무리를 몰아오거나 스스로 응모(應募)하여 종군하거나 정병(正兵) 중에서도 뽑아내어서 쓰니 시석(矢石)이 종횡(縱橫)으로 나는 때를 당하여 수족(手足)이 거꾸로 놓이고 장약(藏藥)하여 화살을 쏘는 것도 어찌할 줄 모르므로, 혹은 높이 쏘기도 하고 혹은 가로질러 쏘기도 하여 화살 한 개도 바로 적진(賊陣)에 맞히는 일이 없습니다. 비록 한꺼번에 시석(矢石) 1백 개를 일제히 발사하더라도 무슨 도움이 있겠습니까? 원컨대 총통(銃筒)의 군졸을 뽑아서 두고 보통 때에 항상 쏘는 것을 익혀서 위급할 때 사용할 것에 대비하소서. 대저 진(陣)을 움직이고 진을 함몰(陷沒)시키는 데 총통과 같은 것이 있지 아니합니다. 엎드려 유의(留意)하시기를 바랍니다.

돌아와서 그 해 9월 종군과 변방의 야인 토벌에 작은 공로가 있다고 하여 병조 정랑으로 승진했다. 세조는 친히 어의를 보내 부상(負傷)한 류자광을 치료하게 했다.
류자광이 병조정랑에 임명되자 사헌부 지평(持平) 정효항(鄭孝恒)이 불가하다고 아뢰었으나 왕이 듣지 않았다. 이때 서얼(庶孼) 출신이라는 신분 탓에 청요직에 오른 것을 놓고 간관들에게 탄핵받았으나 세조가 듣지 아니하였고 류자광은 병조정랑에 제수될 수 있었다. 태종에 의해 서얼(庶孼)에게 청요직을 임명할 수 없게 제정한 이후, 서얼(庶孼) 출신으로 육조(六曹)의 낭관에 임명된 첫 사례가 되었다. 이후 류자광은 세조에게 특별하게 총애받았다.
지평(持平) 정효항(鄭孝恒)이 다시 반대하였으나 윤허하지 아니하였다. 사간(司諫) 박안성(朴安性)이 불가하다고 상소했으나 왕이 전지를 내려 거절하였고 대사헌(大司憲) 양성지(梁誠之), 대사간(大司諫) 김지경(金之慶) 등이 류자광이 서자 출신이라는 연고(緣故)를 들어 정조의 낭관에 임명이 불가하다면서 탄핵하는 상소를 올렸다가 왕에게 질책을 듣고 타 직책에 임명을 건의하였으나 역시 왕이 듣지 않았다.
1468년에 세조가 세자와 더불어 온양으로 행차할 때 총통장(總筒將)으로 종군하였다.

### 관료 생활

#### 특별 급제와 남이의 옥사
1468년(세조 14년) 온양별시문과에 응시하였다가 낙방하였으나 세조의 특별 배려로 합격하였다. 병조참지(兵曹參知, 정3품)가 되고, 그해 6월 고령군(高靈君) 신숙주(申叔舟), 상당군(上黨君) 한명회(韓明澮), 능성군(綾城君) 구치관(具致寬), 영의정(領議政) 조석문(曹錫文)·우의정(右議政) 강순(康純)·동원군(東原君) 함우치(咸禹致)·호조판서 노사신(盧思愼) 등과 함께 영복정(榮福亭)에 가서 조선(漕船)을 점검하고 돌아왔다. 이어 7월 호송관(護送官)으로 유구국(琉球國：현재의 오키나와) 사자를 호송하였다.
1468년 세조 때 이시애의 난을 진압한 공로로 적개공신(敵愾功臣) 2등에 녹훈되었다. 그해 평소 시기하던 남이의 말실수를 물고 늘어져 무고하여 숙청하고 이 공로로 익대공신 1등에 무령군(武靈君)으로 봉해졌다. 남이는 태종의 외증손으로 숙부뻘인 세조의 특별 대우를 받았으나 그 뒤를 이은 예종이 남이를 혐오하는 사정을 류자광은 재빨리 간파하였다.
그 후 남이, 강순 등은 처형당했고 류자광은 고속으로 승진하여 병조참지를 지내고 수충보사병기정난익대공신(輸忠保社炳幾定難翊戴功臣) 1등에 녹훈된 뒤 무령군(武靈君)에 봉해졌으며, 자헌대부로 승진했다. 류자광의 반인(伴人)이 류자광의 난언을 고하여 양사(兩司)에서 탄핵받아 서소(西所)에 구금되어 유배될 처지에 놓였으나 대왕대비의 비호(庇護)로 풀려났다.
이 사건은 임진왜란 이전 까지는 역모 사건이라고 인식되었지만, 그 이후 일부 야사에서는 류자광의 모함으로 날조된 옥사라고 규정하고 남이를 젊은 나이에 누명을 쓰고 억울하게 죽은 인물로 기술하고 있다는 점이 주목된다. 남이의 옥을 날조 사건으로 기록한 대표할 정도로 전형이 될 만한 특징이 있는 책은 연려실기술인데 여기에는 류자광의 계략에 의거한 사건으로 기록되어 있다. 조선 중기의 무오사화와 갑자사화의 책임이 류자광에게 있다고 보는 시각이 팽배했으므로, 임진왜란 이후에 일부 야사에서 남이를 비극처럼 슬프고 비참한 영웅으로 기술한다.
1468년 11월 남이가 살던 집을 왕에게 하사받았는데 사림파들은 유지광이 남이를 무고(誣告)로 부족해 그 남이의 집까지 빼앗았다며 성토하였다. 그해 11월 용산에 출몰한 도적을 보고하여 체포하고 소탕하게 하였다. 이후 변방에 침입한 야인들을 국경 밖으로 축출(逐出)하고 다도해 해상으로 침입하여 노략(擄掠)하려던 왜구를 적발해 체포하여 실력을 인정받았다.

#### 남이와의 갈등과 옥사 조작
류자광은 서얼 출신으로 남이처럼 이시애가 일으킨 난에서 공을 세워 등용된 인물로서 모사에 능하고 계략에 뛰어난 인물이었는데 자신이 공을 함께 세운 남이가 세조의 사랑을 더 많이 받는 것을 시기하고 있다가 마침 남이가 병조에서 밀려나자 그 남자를 완벽히 제거할 것을 계획(計劃)하였다.
예종은 원래 남이를 좋아하지 않았다. 무예에 뛰어나고 성격이 강직할 뿐 아니라 아버지 세조의 사랑을 독차지하던 남이에 비하면, 예종은 정사 처리에도 능하지 않았고 세조의 신뢰도 두텁지 않았다. 예종은 그 때문에 남이를 시기(猜忌)하고 질투(嫉妬)했다.
류자광의 모함(謀陷)으로 졸지(猝地)에 역모자로 몰린 남이는 즉시 의금부로 잡혀가 문초받았다. 이때 증인으로 나온 류자광은 '남이가 혜성의 출현은 신왕조가 나타날 징조로서 이 때를 이용하여 왕을 청덕궁으로 옮기는 시간을 기다려 거사하겠다'는 말을 했다고 진술했으며, 남이의 측근인 순장 민서도 남이의 집에서 북방 야인들을 대상으로 한 방어 계획을 논의할 때 '요즘 같은 천변은 반드시 간신이 일어날 징조이니 자신이 먼저 고변당할까 봐 두렵다'고 말하면서 '그 간신은 한명회'라 했다고 덧붙였다.

#### 관료 생활
예종 즉위 이후에도 예종에게 총애(寵愛)받아 1468년(예종 1년) 말 초구(貂裘) 1령(領)을 하사받았고 그해 12월 내구마(內廐馬) 각(各) 1필(匹)과 표리(表裏) · 백금(白金) 등을 하사받고 어사주를 받았으며, 위장소에 침입하여 서리(書吏)를 납치해 간 의금부 진무(義禁府鎭撫) 이윤(李掄)를 잡아들일 것을 건의하여 체포케 하였으며, 전최의 법을 밝혀 서용할 것과 도적을 토벌할 것을 상소하였다. 1468년 12월 말에는 왕명으로 진강한 공로로 위장(衛將)으로 각궁(角弓) · 녹비(鹿皮) 등을 하사받았다.
1469년(예종 2년) 1월 응양 장군(鷹揚將軍)에 임명되고 같은 달 1월 13일에는 류자광의 무고로 난신(亂臣)이 되어 사형당한 강순(康純)의 아내 중비(仲非)와 민서(閔敍)의 첩(妾)의 딸 민말금(閔末今)을 노비로 하사받았다. 4월 다시 무령군에 봉군되었고 그해 위장(衛將)이 되었다.
성종 즉위 이후에도 1472년(성종 3년) 10월 숭정대부(崇政大夫, 종1품)로 진봉하여 무령군이 되었고 1476년에는 수렴청정(垂簾聽政)을 거두는 것이 시기상조라고 한 원로 대신 의정부좌의정 한명회의 발언을 문제 삼아 탄핵하였으나 받아들여지지 않았다. 이후 임사홍(任士洪), 박효원(朴孝元) 등과 함께 현석규(玄錫圭)를 논핵(論劾)하다가 실패하고 동래현으로 유배되었다가 다시 경상도 함양 근처로 이배(移配)되었다가 곧 풀려났다.
다시 관직이 제수(除授)되어 1476년 8월 숭정대부 무령군(武靈君)이 되었다. 1477년 도총관(都摠管)에 올랐으나 그해 윤 2월 첩의 자식을 도총관으로 삼을 수 없다면서 사헌부대사헌 김영유(金永濡)과 영부사(領府事) 김질(金礩) 등에게 탄핵받았으나 왕이 무마시키고 도총관에 임명했다. 이후 김영유에게서 체직(遞職)을 청하는 상소가 빗발쳤으나 왕이 거절했다. 경연장에서 집의(執義) 김승경(金升卿)이 류자광의 도총관직 임명 불가와 동생 류자형의 과거 응시가 불가능하다고 상소했으나 왕이 듣지 않았고 사간원 사간(司諫院司諫) 윤민(尹慜)이 그 남자의 도총관직 제수가 잘못이라고 상소했으나 왕이 듣지 않았다.
류자광이 스스로 사직을 청하였으나 왕이 만류하였고 대사헌 김영유는 유지광이 도총관에 오를 수 없다고 계속하여 건의했으나 성종이 듣지 않았다.
1478년 임사홍과 함께 파당을 만들고 횡포를 부린다는 이유로 공신 적(籍)이 삭탈(削奪)되었고 1479년 겨울 동래부로 유배되었다가 노모가 있는 남원으로 이배해 줄 것을 상소하여 왕이 이를 허용, 1481년 1월 남원부로 이배되었다. 삭탈 3년 만인 1481년 왕에게 특별 상소를 올리자 왕이 어사주를 내려 위로하였고 곧 녹권(錄券)을 돌려받고 공신 적(籍)을 회복하였다. 그해 여름에 작첩(爵帖)을 돌려받았다.

#### 사신과 지방관
그해 7월 류자광이 작첩을 돌려받자 사헌부 장령 허황(許葟)은 류자광의 죄가 중하니 직첩을 가볍게 돌려줄 수 없다며 반대하였고 1482년 7월 사헌부 대사헌(司憲府大司憲) 채수(蔡壽)가 상소를 거듭 올려 작첩 환급(還給)을 반대하는 상소했으나 왕이 듣지 않았고 사간원 정언(司諫院正言) 박경(朴璟)이 작첩 환급이 부당하다고 다시 간하였으나 왕이 듣지 않았다. 그해 8월 지평(持平) 조위(曺偉)와 정언(正言) 박경(朴璟) 등이 작첩 환급이 부당하다고 다시 상소했으나 왕이 듣지 않았고 1485년 1월 성종은 대신들과 논의하여 류자광의 작첩을 되돌려주는 문제를 의논하였다. 이때 김종직은 류자광에게 작첩을 환급하는 데 동의하였다.
1485년(성종 14년) 한명회가 은퇴하면서 조정에서 실력을 행사하게 된다. 1486년(성종 15년) 2월 서용의 명이 내려지고 같은 달 행 부사용(行副司勇)이 되었다. 5월 숭정대부 행지중추부사(行知中樞府事)가 되었으나 사간원정언(司諫院正言) 정윤(鄭綸) 등이 서얼(庶孼)과 노비의 후손에게 과거 응시를 제한해야 된다는 상소를 올렸고 이어 사간원 대사간 한언(韓堰) 등도 같은 내용의 상소를 올렸다.
이후 여러 번 명(明)에 사신으로 다녀온 뒤 1485년에는 행중추부지사(行中樞府知事), 1486년 정조사(正朝使)로 다시 명(明)에 파견되어 연경에 다녀왔다. 1487년 2월에 귀국, 이후 1487년 병조판서, 경연특진관(特進官), 판한성부사가 되었다가 서얼(庶孼)을 한성부의 당상에 임명한 것은 잘못이라는 양사(兩司)에서 논박받았다. 그해 지중추부사(知中樞府事)를 거쳐 그해 10월 명(明)의 황제 즉위를 하례하는 하례사로 명(明)에 다시 다녀온 뒤 경상도관찰사로 부임했다가 1488년 중국에서 구한 《역대명신법첩(歷代名臣法帖)》을 올렸다. 그 해 부인 죽산 박 씨의 계모이자 장인 박치인(朴致仁)의 후처인 정씨(鄭氏)를 처남, 처제들과 짜고 장인의 첩으로 하려 했다가, 처계모 정 씨[鄭 氏]가 곤욕당했다며 상소를 올려, 국문(鞠問)당했다.
1489년 10월 어머니 최 씨가 나이 80의 고령(高齡)인 형편을 들어 서울로 불러 봉양케 할 것을 청하여 왕에게 허락받았다. 1489년 10월 장악원 제조가 되었다가 사헌부 장령 정석견(鄭錫堅)이 반복해서 반대하였으나 왕이 듣지 않았다.

#### 관료 생활과 사림파와 갈등
12월 다시 지평 최호(崔浩)가 류자광의 장악원 제조(提調)에서 해임해 달라고 청했으나 왕이 듣지 않았고 사헌부 장령 민효증(閔孝曾)은 다른 직책에 임명해 달라고 청했다가 거절당했다. 이어 사헌부와 사간원이 합동으로 류자광의 장악원(掌樂院) 제조직(提調職)을 해임해 달라고 청했으나 왕이 듣지 않았다.
1490년(성종 21년) 1월 스스로 장악원 제조직(提調職)에서 사퇴하였으나 왕이 듣지 않았고 여러 번 사퇴를 청하여 수리되었다. 바로 특진관에 임명되자 장령 홍형(洪泂)이 류자광이 붕당을 만들어 조정을 혼란시켰고 정직하지 못한 사람이라며 반대하였으나 왕이 들어주지 않았다. 그해 행지중추부사(行知中樞府事), 다시 경연특진관을 거쳐 그해 12월 사람을 파견하여 삼포(三浦)의 왜선(倭船)의 체제의 모양을 만들어 올 조사 파견을 건의하여 성사시켰다. 1491년 황해도관찰사로 부임하였고 다시 내직으로 돌아와 1491년 특진관이 되었으며, 무령군으로 당시 조정의 북방 정벌론에 반대하였다.
이후 북방 정벌에 반대하고 서방 수비를 건의하였으며, 북정 반대로 논란을 일으켰다. 그 해 12월 황해도(黃海道) 체찰사(體察使)에 임명되었다. 바로 사헌부 장령 양면(楊沔)이 황해도 체찰사 임명이 불가하다고 아뢰었고 집의 이예견(李禮堅)· 사간 안팽명(安彭命) 등이 그 남자의 체찰사직(體察使職) 임명을 반대하였으나 왕이 듣지 않았다. 1492년 도총관, 사옹원 제조(提調), 장악원(掌樂院) 제조, 다시 사옹원 제조 등을 역임하고 1493년 다른 공신들과 함께 참선(站船)을 사사로이 사용했다가 문제가 되었다. 그 해 장악원 제조, 특진관이 되었다. 1494년 모친상을 당했으며 국상과 모친상을 동시에 당하자 조정의 배려로 모친상을 따르도록 했으나 모친상을 호화롭게 치렀다가 언관들에게 탄핵당하기도 했으나 왕이 특별히 배려하여 무마되었다. 1497년 삼년상을 마치고 무령군에 다시 봉해졌다. 이후 의정부좌찬성에 제수된다.
성종 시대, 성종이 특별히 배려하여 사림파가 정계에 등용되었는데 이 때 류자광은 사림파 인사들과 충돌한다. 이후 류자광은 언문(諺文)을 장려(獎勵)하고 보급(普及)하자고 건의하였다가 사림에게 비판받았으며, 경남 함양군으로 놀러 갔다가 시를 지어 현판(懸板)하게 하였는데 나중에 김종직(金宗直)이 함양군수로 부임하여 류자광이 쓴 현판을 저주하며 떼어버리자 분통(憤痛)해 하며 원한을 품었다.

#### 김종직과 원한 관계
김종직은 남이의 역모(남이의 옥사)의 배후를 류자광으로 보고 류자광을 혐오하고 경멸(輕蔑)하였다.
경상도관찰사를 지낸 류자광이 대관림을 돌아보고 소고대의 절경을 바라보면서 내려와 학사루를 보고 절경에 감탄하여 아전에게 필묵을 시켜, 시를 짓고 그림을 그렸고 그 시를 현판으로 만들어 학사루에 걸어놓았다. 함양 군수로 있던 김종직은 류자광이 지은 시가 학사루 현판으로 걸린 것을 보고 떼도록 지시한다.

- 김종직 : 아니, 류자광 따위가 감히 학사루에 현판을 걸 자격이 있느냐? 고매(高邁)하신 선비들의 현판 가운데 어찌 쌍놈의 작품이 걸릴 수 있느냐? 저 현판을 당장 내려라.
- 하인 : 사또, 그래도 이 현판은 관찰사 나으리의 현판이옵니다.
- 김종직 : 관찰사가 아니라 정승(政丞)이면 무엇하리? 쌍놈은 쌍놈이니라.

김종직은 대노하여 아전(衙前)에게 호통(號筒)을 치고 그 현판을 철거하여 아궁이에 태워 버렸으나 이 일은 소문으로 전달되었고 관찰사 류자광이 이를 듣고 불쾌하게 여겼으며, 천첩 출신 서자로 출신 성분에 열등감이 있는 류자광은 이 일로 김종직을 증오한다.
김종직이 관직을 그만두고 밀양으로 낙향할 때 문하생들이 서울에서 정자에 술상을 차려놓고 송별하는 시회(詩會)를 열었다. 이때 초청하지도 않은 류자광이 이곳에 들러 인사하면서 김종직에게 술잔을 권하여 마지못해 잔을 받자 김종직의 제일 나이 어린 제자 홍유손이 "무령군 대감! 송별시 한 수(首) 지어 보시오! 후세 사람들 중 누가 또 대감의 시를 현판해서 걸지 모르지 않습니까?"라며 조롱(嘲弄)하였다.
함양 학사루 사건을 빗대서 한 조롱으로, 무안당한 류자광은 이후 김종직과 그 문하생에게 원한을 품는다. 당시에 세도도 막강하였고 벼슬도 높았던 류자광은 선비들에게서 이렇게 모욕(侮辱)당하자, 이극돈, 임사홍 등과 손잡고 선비들을 몰살시켰다.

### 생애 후반

#### 무오사화와 갑자사화
복수할 기회를 노린 류자광은 1498년(연산군 4년)음력 7월 성종실록을 편찬(編纂)할 때 김일손이 사초에 김종직의 조의제문(弔義帝文)을 실은 사실이 알려지자 상소를 올려 세조가 한 왕위 찬탈(簒奪)을 비유(譬喩)한 문장이라고 보고하여 무오사화를 일으켜 수많은 사림 인사를 처벌하라고 건의하였다.
김종직의 문하생들이 끌려와 의금부와 형조에서 고문당할 때 류자광은 김종직의 문집을 입수하여 사본을 내놓으면서 이 중 '조의제문(弔義帝文)'을 찾아내 여러 추관(推官)에게 보여주었다.
이것은 세조를 가리켜 지은 문장인데 김일손(金馹孫)의 악한 것은 모두 김종직이 가르쳐서 만든 것이다.

라고 말하였으며, 원본은 연산군에게 바쳤다. 연산군에게 바치는 김종직의 문집에서 류자광은 조의제문(弔義帝文)을 스스로 주석(註釋)해 문구마다 해석하여 연산군으로 하여금 알기 쉽게 하고 이어 "김종직이 세조에게 부름받았는데도 감히 은혜를 저버리고 우리 세조를 비방(誹謗)하고 헐뜯었으니 이는 마땅히 대역부도(大逆不道)로서 논죄하고 그 남자가 지은 글은 후세에 전파(傳播)되어서는 아니 되니 아울러 모두 불살라 없애야 될 것입니다."라며, 김종직의 저서와 작품의 압수와 관련자 처벌을 건의하였다.
무오사화 이후 사림파를 처벌할 증거 자료를 입수하여 연산군에게 바친 공로로 종1품 숭록대부(崇祿大夫)로 승진하였으며, 1498년 11월 함경도에 붙은 연산군을 비방(誹謗)한 벽서를 조사하고자 파견(派遣)되었다.
그 해 말 산릉 제조[山陵提調]에 임명되었으나 부당하다고 양사(兩司)에서 비판받았고 1499년(연산군 5년) 1월 생전복과 굴조개를 연산군에게 사사로이 헌납했다가 지평 권세형 · 정언 윤은보에게 탄핵받았으나 연산군은 이를 듣지 않았고 윤은보는 3개월간 계속해서 상소를 올려 사사로이 진상물을 바친 류자광을 탄핵했다. 1504년(연산군 10년) 사옹원 제조가 되었다.
유지광은 자신이 여종의 아들이라 미천한 종이나 악공(樂工)과 화원(畵員) 등의 고통을 덜어주려 노력하였고 왕에게 도공(陶工)들을 아끼라고 건의하기도 했다. 1504년 10월, 사옹원 제조(提調)로 있을 때 류자광은 수라청의 나인들이 수라상(水剌床)을 힘들게 옮기는 것을 보고 동정하여 그해 10월 1일 왕에게 '음식을 올리는 큰 소반이 매우 무거워 들기 어려우니 두 소반에 나누어 차려 드리기 편하게 할 것'을 건의하며 하인들을 아끼라고 청하였다.
"신하로서 인군 앞에서 공경하고 조심(操心)한다면 어찌 들기 어려우랴? 류자광이 말할 것이 아니요, 승지도 아뢸 것이 아니다. 류자광을 국문(鞠問)하라."
이때 연산군의 노여움을 받아 국문당하였으나 남이의 옥사를 다스리고 이시애의 난의 진압에 훈공을 세웠으며, 여진족(女眞族)과 왜구(倭寇)를 토벌한 공로가 인정되어 불문율에 붙여졌다.
1501년 서거정(徐居正)이 자신의 저서에서 류자광이 한명회를 비판한 일을 잘못이라고 기술하자 자신은 잘못이 없으며 대왕대비의 옹호(擁護)를 예로 들어가며 서거정의 저서를 비난(非難)하는 상소를 올렸으나 류자광의 서거정 비판이 문제시되어 그 해 11월 사헌부와 사간원에서 줄기차게 탄핵당했다. 1503년 사옹원 제조를 거쳐, 그해 9월 왕에게 고을의 수령들이 진상한다는 이유로 항상 강무장(講武場)에서 사냥하는 것과 사사로이 사냥하는 것을 금하게 할 것을 건의하여 왕이 받아들였다. 1504년 갑자사화가 일어나자 평소 그와 절친했던 임사홍과 관련되어 사림에게 비난(非難)받게 되었다.

#### 김종직에 대한 보복 과정
김종직이 생전 류자광이 쓴 글과 현판들을 떼어내 불살라버렸을 때 류자광은 아무런 감정을 드러내지 않았다. 류자광은 오히려 김종직이 사망하자 제문을 지어 애통해하면서, 김종직을 중국의 옛 문장가인 한유(韓愈)에 비교하기까지 했다. 이를 두고 당시 사람들은 당시 김종직에 대한 성종의 신임이 두터웠고 또 그 제자들이 득세하고 있었기에, 오히려 류자광이 그런 감정을 가볍게 드러내지 않고 그들과 교분을 트려는 속셈이었다고 했다.
그러나 김일손의 사초 문제가 외부로 알려지면서 문제가 비화되자, 류자광은 성종이 걸어놓게 한 김종직의 당기를 떼어 불살랐다. 그리고 여기저기에 걸려 있는 김종직이 지은 현판을 모조리 없애게 했다. 그리고 류자광은 김종직을 역적으로 몰았다.
류자광은 김종직을 가리켜 "간사한 신하가 몰래 모반할 마음을 품고 옛 일을 거짓으로 문자에 표현했으며, 흉악한 사람들이 당을 지어 세조의 덕을 거짓으로 날조해서 꾸며 나무라니 난역 부도한 죄악이 극도에 달했다."고 비판했다. 또한 류자광은 간사한 신하 김종직은 나쁜 마음을 몰래 품고 그 무리들을 모아 음흉한 계획을 시행하려 한 지가 오래 되었다고 했다. 류자광은 김종직이 세조의 찬탈을 비판하면서도, 그가 세조의 부름을 받고 조정에 출사한 것을 계속 걸고 넘어졌다.
그밖에도 류자광은 김종직이 성종의 명으로 지은 환취정 기문을 인멸하려 했다.

#### 중종반정에 가담
1501년 겸 오위도총관(兼五衛都摠管) 등을 지냈다.
서기 1504년 연산군 재위 10년에는 이극돈의 형제인 이극균과 사귀었다는 것으로 언관들에게 탄핵받아 임사홍(任士洪)과 함께 직첩을 몰수당하고 경기도에 충군(充軍)되었으나 곧바로 취소되었다. 그 뒤 무오사화와 갑자사화의 원흉이라는 공론 때문에 대간들에게 여러 차례 탄핵되어 한때 파직되었으나 판부사로 복직되었다.
1505년 1월 석결명(石決明)을 왕에게 사사로이 바친 일로 언관들에게 탄핵받자 연산군은 간관들의 거듭된 탄핵에 못 이겨 당시 탄핵한 언관들을 조사하게 하였고 4월 의금부에서 류자광이 굴과 전복(全鰒)을 진상한 것을 비난한 언관들을 조사하여 앞장선 안윤덕(安潤德)은 율(律)이 장(杖) 80에, 김계행(金係幸)· 윤은보(尹殷輔)· 이곤(李坤) 등은 장 70을 논정하여 보고했다. 연산군은 1506년 1월 1일부로 류자광을 복직시킨다.
1506년 박원종에게서 거사(중종반정) 가담 제의가 들어왔다. 류자광은 성희안 · 박원종 등과 함께 중종 반정에 동참하여 자신이 섬긴 연산군을 폐위하고 중종을 추대(推戴)하였다. 중종 즉위 직후 정국공신 1등에 무령부원군에 봉해졌으며 9월 26일 겸영경연사(兼領經筵事)로 제수되었으나 10월 10일 왕명으로 영경연사에서 체직(遞職)되었다. 중종 반정의 주동자는 박원종과 유순정, 성희안으로 반정 이후 실권은 이들에게 넘어갔으나 류자광은 부원군이었고 반정공신들도 류자광을 함부로 대하지 못했다. 이듬해 보국숭록대부로 승진했다가 충훈부(忠勳府) 당상이 되었다.

#### 유배 생활과 죽음
그러나 1507년(중종 1년) 1월 왕실에서 사찰을 건립하려 하자 영가부원군 김수동, 고양부원군 신준, 능천부원군 구수영, 해평부원군 정미수, 연창부원군 김감, 영의정 유순, 좌의정 박원종· 우의정 유순정(柳順汀)· 고양 부원군(高陽府院君) 신준(申浚)· 창산 부원군(昌山府院君) 성희안(成希顔)· 공조 판서 권균(權鈞)· 예조 판서 송일(宋軼)· 좌찬성 박안성(朴安性)· 우찬성 노공필(盧公弼), 판의금부사 민효증· 진천군(晉川君) 강혼(姜渾)· 호조 판서 이계남(李季男)· 형조 판서 이집(李諿)· 이조 판서 장순손, 병조 판서 신윤무, 지의금부사 김응기, 지중추부사 윤금손, 좌참찬 박건, 우참찬(右參贊) 이손(李蓀), 대제학 한사문 · 도총관 박열, 판윤(判尹) 전임(田霖)·이조 참판 유응룡(柳應龍)· 호조 참판 박영문(朴永文)· 예조 참판 김전(金詮)· 형조 참판 신용개(申用漑)· 병조 참판 허집(許輯)· 공조 참판 유빈(柳濱), 대사헌(大司憲) 이계맹(李繼盲), 동지의금부사(同知義禁府事) 이자건 · 좌윤(左尹) 안윤덕(安潤德)· 우윤(右尹) 하한문(河漢文), 인천군 채수, 서원군 한순, 참찬관 성세순, 특진관 한형윤, 겸지춘추관사 성세명, 동지중추부사(同知中樞府事) 임유겸 · 풍양군(豐陽君) 김무(金碔) · 대사간 안윤손, 대사성(大司成) 이점, 이조 참의(參議) 조계상(曺繼商)· 예조 참의 김안국, 병조 참의 박의영(朴義榮) · 공조 참의 유숭조· 형조 참의 최인(崔潾)· 병조 참지 이세정(李世貞), 부제학 정광필, 도승지 홍숙, 승지 이예견, 좌승지(左承旨) 손중돈, 우승지 안당, 좌부승지 남곤, 우부승지 이과, 동부승지(同副承旨) 심정, 장례원판결사 이자견, 성균관사성 조원기, 사간원사간 김당, 홍문관전한 성몽정, 사헌부집의 이유청, 홍문관응교 김세필, 사헌부장령 이희맹, 홍문관부응교 김극핍, 사헌부지평 윤희인, 홍문관교리 이행, 이조정랑 이사균, 예조정랑 신상, 홍문관수찬 한효원, 형조좌랑 김양진, 성균관전적 유여림, 성균관직강 이자, 홍문관부수찬 홍언필, 규장각대교 윤인경, 봉교 이희증, 김영, 정충량 예문관검열 권벌, 진사 임유겸, 생원 정옥형 등과 합동으로 사찰 건립을 반대하였으나 왕이 듣지 않았다.
1월 3일 검소(儉素)와 수신(修身)에 관한 상소를 올렸다.
"들으니, 이 달 초1일에 명하시어, 신을 문채(文彩) 나게 꾸미는 데 단자(段子)를 쓰지 말고 면주(綿紬)로 대신하게 하였다 합니다. 전하의 이 마음은 실로 종사(宗社) 신민 억만 년 한없는 복입니다. 자고(自古)로 제왕(帝王)이 일어날 때 처음에는 검약(儉約)한 덕으로 힘쓰지 않은 적이 없었지만, 태평세월이 오래되고 천하에 일이 없게 되면 풍습이 자연히 교만(驕慢)과 사치(奢侈)를 숭상하고 물욕이 서로 마음을 가리게 되어 마음을 바로하지 못하고 몸을 닦지 못하며 집과 나라를 다스리지 못하여 그만 망하게 되는데 우리 전하께서는 생각하심이 검박한 덕에서 출발하였고 령(令)하심은 미물에까지 미치십니다. 미물에 대해서도 그렇게 하시는데 전하께서 만일 이 마음을 잘 지켜 잃지 않으신다면, 어찌 마음을 바로하지 못하고 몸을 닦지 못하며 집과 나라를 다스리지 못할 것을 근심하겠습니까? 바라건대 전하께서는 이 점을 생각하시고 실천하시어, 검박한 덕을 힘쓰시고 백년대계를 생각하소서"
1월 4일 대광보국숭록대부로 승진하였다. 이어 대간(臺諫)이 류자광의 대광 임명을 반대하였으나 왕이 듣지 않았다. 1507년 2월 김종직(金宗直)의 여당(餘黨)이 비밀리(秘密裏)에 중상(中傷)하려 하니 안심하고 서울에 있을 수 없다며 낙향하겠다고 상소를 올렸다. 한편 유자광을 싫어하던 김세필(金世弼)은 그가 간사하다면서 박원종(朴元宗)에게 여러번 거듭 알렸다.
그해 2월부터 4월 사이에 대간(臺諫)과 사헌부, 홍문관의 계속된 탄핵으로 관동의 흥양에 유배되었고 양사(兩司)는 류자광을 극형에 처하라고 왕에게 건의하였으나 왕이 받아들이지 않았다. 이후 손자 유승건(柳承乾)· 유승곤(柳承坤)까지 함께 유배되었다. 이후 류자광은 양사(兩司)에서 계속 탄핵받았고 배소(配所)가 해평으로 다시 이배(移配)됐다가 변군으로 재이배(再移配)되었다가 장님이 된 후 곤궁하게 살다가 1512년 6월 배소에서 병사하였다.

### 예장과 복권
류자광이 죽자 중종은 그가 반정공신이었으므로 공신녹권(功臣錄券)을 되돌려주고 예장(禮葬)하게 하였다. 언관들이 계속 그를 탄핵하였으나 왕이 듣지 않았다. 1512년 홍문관(弘文館) 부제학(副提學) 권민수(權敏手)는 훈권(勳券)을 도로 주고 또 예장(禮葬)은 부당하다면서 거듭하여 상소하였으나 왕이 받아들이지 않았다. 1513년 10월 영의정 정광필의 상소로 박탈당했던 호(號) 익대공신도 돌려받았다.
그가 죽은 뒤에도 사간원 등에서는 그를 탄핵하는 상소를 여러번 올렸지만 왕이 거부하였다.
그는 사림파에게 대표할 정도로 전형(典型)이 될 만한 특징이 있는 간신(奸臣)으로 비판받았다. 사후 전라북도 남원군 남원읍 고죽동의 선영하에 부인과 합장(合葬)되었다.

### 사후
조선의 멸망 이후 김종직이 그에게 먼저 시비를 걸었다는 점이 감안되어 재조명 여론이 나타났으며 2006년 11월 25일 영광 류씨 종친회가 주도하여 묘소와 비석이 정비되었다. 2009년 후손들이 신도비가 세웠다.

## 가족 관계
- 증조부 : 류언(柳漹)
  - 조부 : 류두명(柳斗明)
    - 아버지 : 유규(柳規, 1400년 - 1473년 2월 10일)
    - 생모 : 나주 최씨(羅州崔氏), 아버지의 첩
      - 부인 : 죽산인 박치인(朴致仁)의 딸
        - 아들 : 류진(柳軫)
        - 자부 : 신씨(申氏)
          - 손자 : 류승건(柳承乾)
          - 손자 : 류승곤(柳承坤)

        - 아들 : 류각(柳角)
        - 아들 : 류방(柳房, ? - 1513년, 자살)
        - 자부 : 이씨(李氏)

      - 동생 : 류자형(柳子炯)

## 관련 작품

### 드라마
- 《설중매》 (MBC, 1984년~1985년 배우:변희봉)
- 《풍란》 (MBC, 1985년~1985년 배우:변희봉)
- 《한명회》 (KBS, 1994년~1994년 배우:손호균)
- 《장녹수》 (KBS, 1995년~1995년 배우:백인철)
- 《조광조》 (KBS, 1996년~1996년 배우:이일웅)
- 《왕과 비》 (KBS, 1998년~2000년 배우:임병기)
- 《왕과 나》 (SBS, 2007년~2008년 배우:김영선)
- 《인수대비》 (JTBC, 2011년~2012년 배우:유상재)
- 《역적 : 백성을 훔친 도적》 (MBC, 2017년~2017년 배우:류태호)

### 영화
- 《간신》(2015년 배우:송영창)

## 같이 보기
| - 유규 - 남이의 무옥 - 이시애의 난 - 익대공신 - 좌리공신 - 무오사화 - 중종반정 - 남이 - 강순 - 구성군 - 임사홍 - 조선 세조 - 조선 예종 - 조선 성종 | - 김종직 - 조의제문 - 임사홍 - 임원준 - 김일손 - 김종직 - 홍유손 - 유순정 - 유담년 - 이계동 - 이지방 - 박원종 - 홍경주 - 이극돈 | - 연산군 - 박원종 - 허침 - 김공저·박경의 사건 - 익대공신 - 정국공신 |

## 기타
무인이었으나 음악, 지리, 의술 등에도 재주가 있었으며, 글씨를 잘 썼다.

### 함양 이은대(吏隱臺)
경상남도 함양군의 이은대(吏隱臺)는 김종직이 류자광을 피해 숨은 정자였다. 류자광의 고모는 함양군 지곡면 수여마을에 살았는데 천대(賤待)와 설움 속에서 살아온 서자였던 류자광은 경상도 관찰사로 발령받고 경상도로 내려왔을 때는 입신양명하여 떳떳하고 자랑스럽게 고모에게 인사차 함양에 들렸다. 당시 함양부사는 김종직이었다.
군수는 관찰사보다 아래로 관찰사에게 깍듯이 인사하고 융숭(隆崇)하게 대접해야 되었다. 류자광을 평소 경멸하던 김종직은 도저히 그럴 수가 없었고 류자광에게 굽실거릴 수는 없었다. '서자 출신의 쌍놈 주제에 뭣 하러 이곳에 온담. 내 어찌 류자광에게 고개를 숙이리.' 하고 중얼거리면서 아전(衙前)에게 지방 순행차 출장 갔다고 하라고 명하였다.
류자광이 어명을 받들고 공무로 오는 것도 아니고 사사로운 일로 오는 것이므로 류자광을 만나야 할 필요성을 느끼지 못했다. 벼슬이 높은 사람 앞에서 거만(倨慢)하게 행동할 수도 없고 그렇다고 그 앞에서 머리를 조아리고 굽실거리는 것은 자존심이 허락하지 않았던 김종직은 함양의 이은대(吏隱臺)로 숨는다.

## 관련 서적
- 영광유씨종친회, 《류자광평전 :실록 등 관련자료집》(柳子光評傳 :實錄 등 關聯資料集) (영광유씨종친회, 2004년)

## 참고 문헌
- 世祖實錄 (세조실록)
- 睿宗實錄 (예종실록)
- 成宗實錄 (성종실록)
- 燕山君日記 (연산군일기)
- 中宗實錄 (중종실록)
- 明宗實錄 (명종실록)
- 國朝榜目 (국조방목)
- 睡軒集 (수헌집)
- 國朝人物考 (국조인물고)
- 國朝寶鑑 (국조보감)
- 李評事集 (이평사집)
- 燃藜室記述 (연려실기술)
- 大東奇聞 (대동기문)
- 海東雜錄 (해동잡록)

| 전임 어세겸 | 제130대 판한성부사 1487년 음력 6월 8일 ~ 1487년 음력 6월 13일 | 후임 이극돈 |